# Институт математики НАН Украины
Институт математики НАН Украины — академическое учреждение НАН Украины, предназначенное для проведения фундаментальных исследований и подготовки высококвалифицированных научных кадров в сфере математических наук.

## История
Институт математики НАН Украины создан 13 февраля 1934 года на заседании Президиума ВУАН в числе 22 других научных заведений в связи с реализацией комплекса мер, связанных с переходом ВУАН на новую организационную структуру (протокол № 6 заседания Президиума ВУАН от 13 февраля 1934 года). При этом в состав Института математики вошли бывшие кафедры естественно-технического отдела ВУАН: прикладной математики (руководитель Д. А. Граве), чистой математики (Г. Ф. Пфейффер) и математической статистики (М. П. Кравчук). Тогда же директором Института математики был назначен Д. А. Граве.

## Научные школы
- Нелинейной механики и теории колебаний (Н. Н. Боголюбов, Ю. А. Митропольский, А. М. Самойленко)
- Математической физики (Н. Н. Боголюбов, Ю. А. Митропольский, О. С. Парасюк, Д. Я. Петрина, В. И. Фущич, Ю. И. Самойленко)
- Теории дифференциальных уравнений и динамических систем (М. П. Кравчук, Ю. Д. Соколов, А. М. Самойленко, А. Н. Шарковский)
- Функционального анализа (С. Банах, М. Г. Крейн, Ю. М. Березанский, И . В. Скрыпник, М. Л. Горбачук, Ю. С. Самойленко)
- Теории вероятностей и математической статистики (М. Ф. Кравчук, Б. В. Гнеденко, А. В. Скороход, С. Королюк, М. И. Портенко)
- Теории функций (М. А. Лаврентьев, М. П. Корнейчук, В. К. Дзядык, А. И. Степанец, П. М. Тамразов)
- Математических проблем механики и вычислительной математики (М. А. Лаврентьев, А. Ю. Ишлинский, Н. С. Кошляков, И. А. Луковский, В. Л. Макаров)
- Алгебры и топологии (Д. А. Граве, В. М. Глушков, А. В. Погорелов, С. Н. Черников, А. В. Ройтер, В. В. Шарко)

## Директора
- Д. А. Граве (1934—1939)
- М. А. Лаврентьев (1939—1941)
- Г. Ф. Пфейффер (1941—1944)
- М. А. Лаврентьев (1944—1948)
- А. Ю. Ишлинский (1948—1955)
- Б. В. Гнеденко (1955—1958)
- Ю. А. Митропольский (1958—1988)
- А. М. Самойленко (1988—2020)
- А. Н. Тимоха[укр.] (2021—н. в.)

## Научные отделы
- Алгебры
- Аналитической механики
- Динамики и устойчивости многомерных систем
- Дифференциальных уравнений с частными производными
- Дифференциальных уравнений и теории колебаний (в том числе Лаборатория краевых задач теории дифференциальных уравнений)
- Комплексного анализа и теории потенциала
- Математической физики
- Нелинейного анализа
- Вычислительной математики
- Прикладных исследований
- Теории случайных процессов
- Теории динамических систем
- Теории приближений
- Теории функций
- Топологии
- Фрактального анализа
- Функциональные анализа

## Печатные издания
Институт издает научные журналы: «Методы функционального анализа и топологии», «Нелинейные колебания», «Симметрия, интегрируемость и геометрия: методы и приложения (SIGMA)», «Украинский математический журнал».